# Ангел Димов
Ангел Георгиев Димов е български политик и учен – професор, доктор на икономическите науки.

## Биография
Роден е през 1940 г. в с. Караджово, Асеновградско. Завършва земеделското училище в Садово, Аграрния университет в Пловдив и аспирантура в Института по международни икономически и политически изследвания в Москва, СССР. През 1961 – 1962 г. завършва 1-годишния курс на Централната комсомолска школа в София, след което близо 13 г. работи като комсомолски ръководител в Пловдив-област и Коми АССР.
След 1973 г. работи в Института по международни отношения и социалистическа интеграция (ИМОСИ) на БАН. През периода 1991 – 1997 г. е народен представител от БСП в XXXVI народно събрание и XXXVII народно събрание. Изготвя проекта на приетия през лятото на 1995 г. Закон за защита на земеделските производители, по силата на който е създаден Държавен фонд „Земеделие“. Инициира закони за по-бързото закриване на ликвидационните съвети на земеделските производствени кооперации.
След извършеният на 10 януари 1997 г. погром на сградата на парламента се завръща в Икономическия институт на БАН и преподава в Аграрния университет, гр. Пловдив по учебен предмет „Аграрна политика“. Два мандата (1997 – 2000 г.) е председател на Софийския Клуб по интереси на БСП, в който членуват близо 50 учени-икономисти.
През пролетта на 2000 г. напуска БСП, тъй като на нейния конгрес е прието решение партията да води политика на присъединяване на България към военната организация НАТО. Година по-късно (2001 г.) в съда е регистрирана основаната от него и съмишлениците му антинатовска и проруска Социалистическа партия „Български път“.
Почетен гражданин е на Община Садово от 2006 г.
Политическите му възгледи включват:
- смяна на парламентарната с президентска република;
- отмяна на въведения през 1997 г. валутен борд (паричен съвет);
- въвеждане на мажоритарна (личностна) система за избиране на народни представители;
- формиране и развитие на самостоятелно функциониращи държавни и кооперативни банкови, производствени, търговски и обслужващи сектори;
- запазване на българската принадлежност на земеделските земи, включително чрез създаване на Държавен фонд „Земя“, който да изкупува земеделски площи и да ги предоставя за стопанисване (на разсрочено плащане и при определени условия) на български граждани;
- извеждане на българската държава от военните структури на междудържавния военно-политически блок НАТО;
- създаване на общ българо-руски пазар;
- преобразуване на Европейския съюз от акционерна в кооперативна междудържавна организация, основана на принципа: една държава членка – един глас в управлението;
- присъединяване на България към основания от Русия Евразийски икономически съюз, чрез който могат да бъдат осигурени стабилни пазари и безмитен износ на нашите производители, да се повишава жизнения стандарт на българите и се съхрани чезнещата българска нация;
- развитие на взаимноизгодно българо-руско икономическо и научно-техническо сътрудничество, в т.ч. на двустранни съвместни предприятия за производство и търговия с пресни и преработени зеленчуци и плодове, селскостопански машини и нанотехнологии;

Привърженик е на преминаването от еднополюсен към многополюсен глобален свят и смяна на неолибералната със социално ориентирана глобализация (интернационализация) на живота на народите.

## Частична библиография
- Аграрна политика, Академично изд. на Аграрния университет, Пловдив, 1998, 2008, 2010, 2017, 2023
- Българската геополитика, ИК „Христо Ботев“, С., 2001, 2015, 2017, 2020
- Българските „царски имоти“, изд. Български аграрен съюз, С., 2010, 2022
- Българският път, ИК „Христо Ботев“, С., 1999, 2022
- Власт на всяка цена, изд. „Зора“, С., 2007, 2021
- Глас народен, изд. „Везни“, С., 1994, 2014, изд. БИСЕР, С., 2022
- Глобалната капиталистическа криза, изд. Български аграрен съюз, С.,2009, 2016
- Добрият политик, изд. БИСЕР, С., 2022
- Злодеяния на Кобургите в България, изд. Български аграрен съюз, С., 2005, 2012, 2015
- Изкуството да се говори пред публика, изд. БИСЕР, С., 2022
- Казусът „Врана“ и „заслугите“ на цар Борис III, изд. Български аграрно-промишлен съюз, С., 2019
- Китайският социализъм, изд. Български аграрен съюз, С., 2005, 2013, изд. БИСЕР, С., 2022
- Моят път, изд. Български аграрно-промишлен съюз, С., 2018[2], 2019
- Религиозна политика, ИК „Христо Ботев“, С., 2009, 2014, 2018, изд. БИСЕР, С., 2021
- Фалшификации на историята, изд. БИСЕР, С., 2020, 2022